# Ben Thigpen
Benjamin F. „Ben“ Thigpen (* 16. November 1908 in Laurel (Mississippi); † 5. Oktober 1971) war ein amerikanischer Jazzschlagzeuger. 
Thigpen erhielt als Kind Klavierunterricht von seiner Schwester, dann wechselte er zu den Trommeln. Er spielte zunächst in der Band von Bobby Boswell, um dann nach Chicago zu ziehen, wo er Stunden bei Jimmy Bertrand nahm und Tänzer begleitete. 1926 ist er auf Aufnahmen von Ma Rainey zu hören; bis 1929 spielte er dann mit der Creole Band von Charlie Elgar, mit dem er 1926 aufnahm, aber ebenso mit Doc Cheatham. Von 1930 bis 1947 gehörte er zu Andy Kirks Clouds of Joy, mit denen er ab 1936 auf zahlreichen Aufnahmen vertreten ist; daneben zog ihn ab 1938 Mary Lou Williams, die die Pianistin dieser Gruppe war, zu Aufnahmen unter ihrem Namen hinzu. Dann leitete er eigene Bands in St. Louis, die jedoch nicht auf Schallplatte dokumentiert wurden. Auch fungierte er zeitweise als Vorsitzender der örtlichen Musikergewerkschaft. Er gehörte später zur Dixieland Six von Singleton Palmer, mit dem er 1964 und 1967 ins Studio ging. Weiterhin unterrichtete er Charles Bobo Shaw.
Er ist der Vater der Musiker Bensid und Ed Thigpen.

## Lexikalische Einträge
- Leonard Feather, Ira Gitler: The Biographical Encyclopedia of Jazz. Oxford University Press, New York 1999, ISBN 0-19-532000-X.